# Eupithecia vivida
Eupithecia vivida là một loài bướm đêm trong họ Geometridae.